# Robin van Persie
Robin van Persie, född 6 augusti 1983 i Rotterdam, är en nederländsk före detta fotbollsspelare. Han  spelade  både som anfallare och yttermittfältare.

## Karriär

### Tidiga år
Van Persie började sin karriär i Excelsior, som ungdomsspelare innan han värvades till Feyenoord.

### Feyenoord
Han spelade i Feyenoord i 3 säsonger, där han bland annat vann Uefa-cupen 2002.

### Arsenal
År 2004 värvades han till Arsenal. Han debuterade i landslaget i juni 2005 och var uttagen i truppen till VM 2006. Van Persies karriär i Arsenal präglades av en hel del skador och den enda säsongen han fick vara utan en långvarig skada var säsongen 2008/2009 då han lyckades vinna Premier Leagues assistliga med elva assist, precis före bland andra Frank Lampard, Dimitar Berbatov och lagkamraten Cesc Fàbregas. Under samma säsong gjorde han elva mål i ligan och 20 totalt. van Persie gjorde sitt första hattrick för Arsenal i en match mot Wigan Athletic den 22 januari 2011.
Den 22 december 2011 tangerade van Persie i en bortamatch mot Aston Villa den tidigare klubbkompisen Thierry Henrys målrekord under ett kalenderår, med totalt 34 mål. Han har dock två mål upp till Alan Shearers målrekord under ett kalenderår.
Van Persie var en av de viktigaste spelarna i Arsenal FC säsongen 2011/2012. Han vann Premier Leagues skytteliga med 30 mål på en säsong.

### Manchester United
Efter det sjunde året i rad utan titlar för van Persie i Arsenal tillkännagav van Persie den 4 juli 2012 via sin officiella hemsida att han inte skulle skriva på något nytt kontrakt för Arsenal FC. I och med detta hade van Persie bara ett år kvar på sitt dåvarande kontrakt, som löpte ut efter säsongen 2012/2013. Den 17 augusti 2012 skrev van Persie på för Manchester United. Han kostade 22,5 miljoner pund, plus 1,5 miljoner i vinstklausuler, och kontraktet löper över fyra år. Hans första mål för United kom mot Fulham den 25 augusti hemma på Old Trafford efter en elegant volley. Efter att ha haft en fantastisk höst i sin nya klubb, med bland annat 18 mål totalt före årsskiftet, gick våren tyngre. Mellan den 13 februari och 8 april hade van Persie en tio matcher lång måltorka innan han hittade nätet igen. Som kronan på verket gjorde han hat-trick mot Aston Villa den 22 april, samma match som United säkrade sin 20 ligatitel. Han vann även skytteligan för andra året i rad, med totalt 26 gjorda mål, samt Sir Matt Busby Player of the Year, årets spelare framröstad av fansen.

### Fenerbahçe
Den 14 juli 2015 skrev Van Persie på ett treårskontrakt med Fenerbahçe.

## Meriter

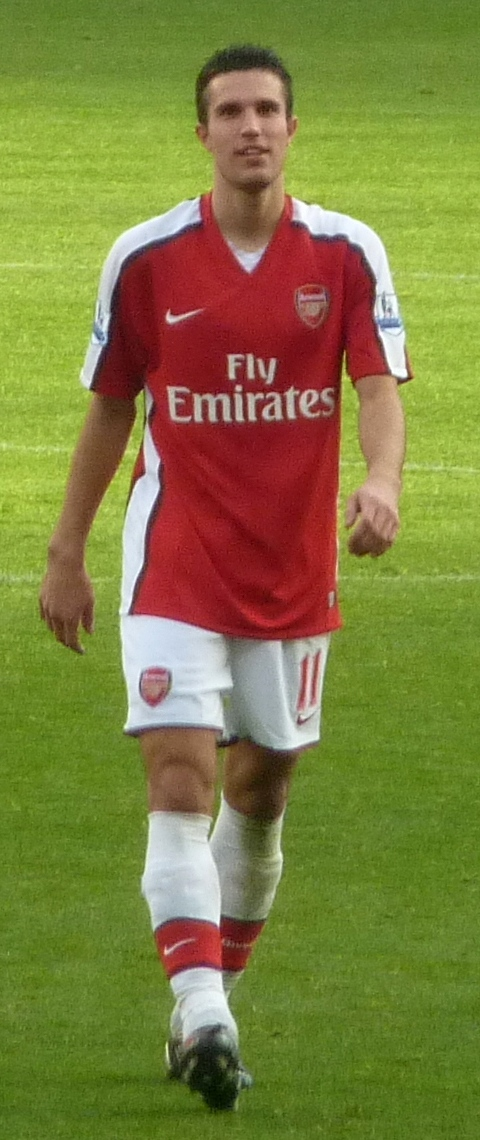
Van Persie i Arsenal 2009

### Klubblag
Feyenoord
- Uefacupen: 2001/2002
- KNVB Cup: 2018/2019
- Johan Cruyff Shield: 2018/2019

Arsenal
- FA-cupen: 2004/2005
- Community Shield: 2004

Manchester United
- Premier League: 2012/2013
- Community Shield: 2013

### Landslaget
- Silver i Fotbolls-VM 2010
- Brons i Fotbolls-VM 2014

### Individuella meriter
- Johan Cruijff Award (Årets talang i Nederländerna): 2001/2002
- Årets fotbollsspelare i England (PFA): 2011/2012
- Årets fotbollsspelare i England, Supportrarnas pris: 2011/2012
- Årets fotbollsspelare i England (FWA): 2011/2012
- Premier League Golden Boot: 2011/2012, 2012/2013
- Sir Matt Busby Player of the Year: 2012/2013